# NGC 197
NGC 197 (również PGC 2365, UGC 406 lub HCG 7D) – galaktyka spiralna z poprzeczką znajdująca się w gwiazdozbiorze Wieloryba. Została odkryta 16 października 1863 roku przez Alberta Martha. Galaktyka ta należy do zwartej grupy Hickson 7.